# Orbiton
Orbiton – jedna z trzech kwazicząstek (wraz z holonem i spinonem) na które może podzielić się elektron w procesie separacji spinowo-ładunkowej. Orbiton przenosi informację określająca parametry orbity elektronu.
Elektrony określane są mianem cząstek elementarnych i nie mogą być rozbite na mniejsze cząstki. Jednak w ściśle określonych, specyficznych warunkach jednowymiarowe „łańcuchy” elektronów mogą zostać rozbite na trzy różne kwazicząstki – holony, spinony i orbitony.  W przeprowadzonym w 1996 eksperymencie udało się rozbić elektron na holon i spinon, 16 lat później zaprojektowano i przeprowadzono eksperyment w trakcie którego udało się rozbić elektron na orbiton i spinon.
Dokładniejsze poznanie charakterystyki orbitonów może być pomocne w rozwiązaniu niektórych z zagadek związanych z nadprzewodnictwem niektórych materiałów, orbitony mogą być także pomocne przy konstrukcji komputera kwantowego.